# Lazkî, Zinkiv
Lazkî (în ucraineană Лазьки) este un sat în comuna Batkî din raionul Zinkiv, regiunea Poltava, Ucraina.

## Demografie
Componența lingvistică a localității Lazkî
     Ucraineană (100%)
Conform recensământului din 2001, toată populația localității Lazkî era vorbitoare de ucraineană (100%).